# Liste des maires de Tournon-sur-Rhône
Cet article dresse une liste par ordre de mandat des maires de Tournon-sur-Rhône.

## Liste des maires

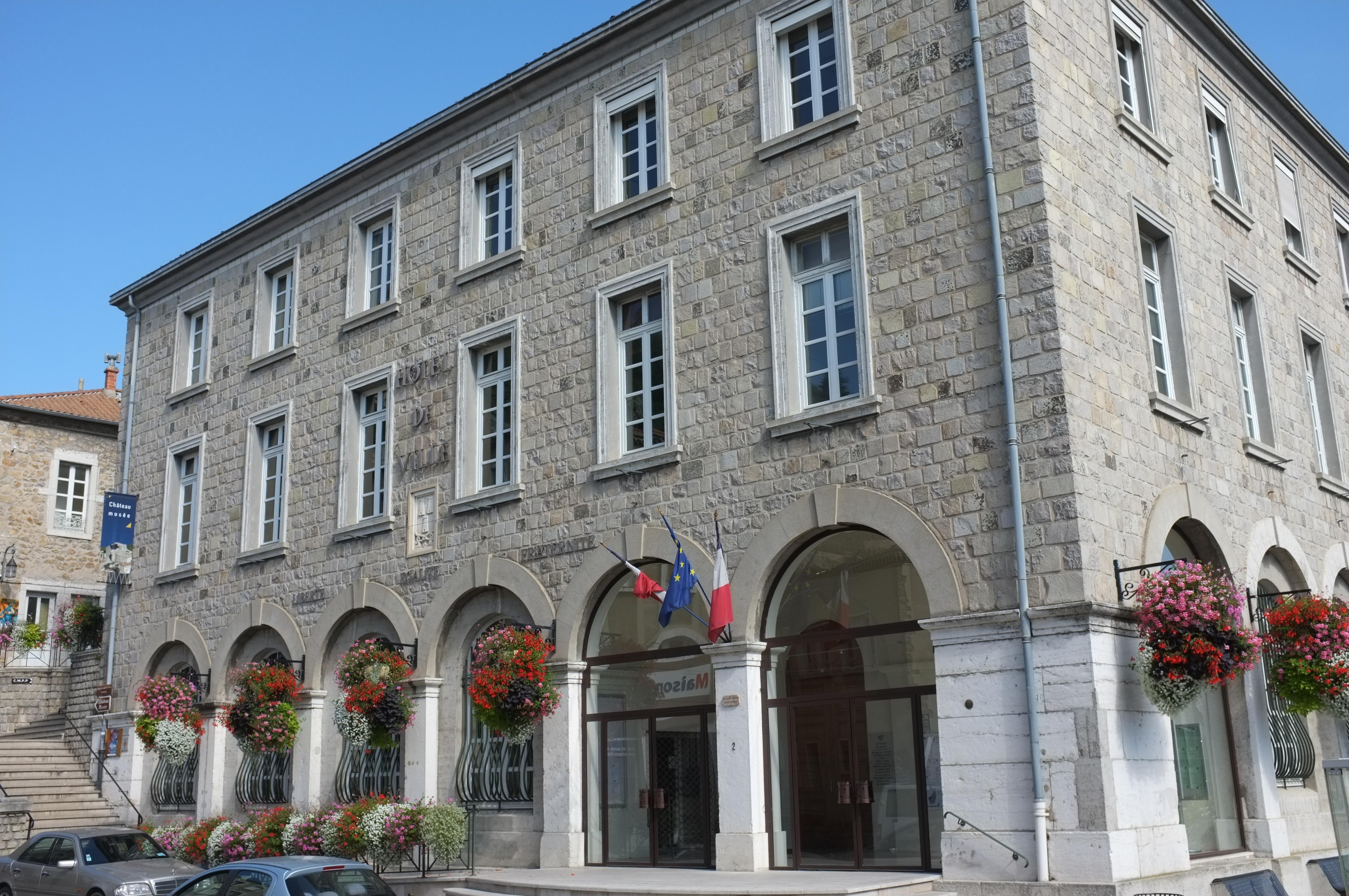
L'hôtel de ville de Tournon-sur-Rhône.

| Période                                  | Période      | Identité                                   | Étiquette     | Qualité |
| ---------------------------------------- | ------------ | ------------------------------------------ | ------------- | --- |
| Les données manquantes sont à compléter. |              |                                            |               | |
| 1810                                     | 1815         | Antoine Portail                            |               | |
| 1815                                     | 1815         | François Rousset                           |               | |
| 1815                                     | 1829         | Jean-Pierre Sabatier                       |               | |
| 1829                                     | 1835         | Louis Boutaud                              |               | Avocat, conseiller d'arrondissement |
| 1835                                     | 1846         | Alexandre Deville                          |               | |
| 1847                                     | 1848         | Antoine Maurice                            |               | |
| 1848                                     | 1852         | Xavier Frachon                             |               | |
| 1852                                     | 1858         | Alexandre Gallix                           |               | |
| 1858                                     | 187?         | Félix Imbaud de La Rivoire de La Tourrette |               | Député |
| 187?                                     | 1873         | Marius Juvéneton                           |               | |
| 1873                                     | 1875         | Hector Richard                             |               | |
| 1875                                     | 1877         | Marius Juvéneton                           | Républicain   | Maitre imprimeur |
| 1877                                     | 1878         | Pierre Romanet                             |               | |
| 1878                                     | 1881         | Pierre Moutin                              |               | |
| 1881                                     | 1884         | Marius Juvéneton                           |               | Conseiller général de Tournon-sur-Rhône |
| 1884                                     | 1888         | Pierre Moutin                              |               | |
| 1888                                     | 1908         | Auguste Faure                              |               | |
| 1908                                     | 1909         | Louis Gallix                               |               | Conseiller général de Tournon-sur-Rhône Député |
| 1909                                     | 1912         | Louis Arnaud                               |               | |
| 1912                                     | 1924         | Édouard Joubert                            |               | |
| 1924                                     | 1925         | Louis Jourdan                              |               | |
| 1925                                     | 1940         | Camille Arnaud                             | Parti radical | |
| 1940                                     | 1942         | Léonce Gazet                               |               | |
| 1942                                     | 1944         | Guy de Montgolfier                         |               | Conseiller général de Tournon-sur-Rhône Député |
| 1944                                     | 1959         | Camille Arnaud                             | Parti radical | |
| mars 1959                                | 10 mars 1974 | Louis Roche-Defrance                       | CNIP puis RI  | Commerçant Conseiller général de Tournon-sur-Rhône Député |
| mars 1974                                | mars 1977    | Pierre Didier                              | RI            | Commerçant |
| mars 1977                                | 24 mars 1989 | André Tourasse                             | UDF           | Agriculteur Conseiller général de Tournon-sur-Rhône |
| 24 mars 1989                             | 24 mars 2001 | Jean-Pierre Frachisse                      | UDF           | Chef comptable Maire de Pailharès Conseiller général de Saint-Félicien |
| 24 mars 2001                             | 22 mars 2008 | Jean Pontier                               | PRG           | Chargé de mission Maire de Saint-Jean-de-Muzols Conseiller général de Tournon-sur-Rhône Député |
| 22 mars 2008                             | en cours     | Frédéric Sausset                           | UMP puis LR   | Directeur technique d'une PME 4e vice-président de la CC du Tournonais 1er vice-président de la CC Hermitage-Tournonais Président de la CA Hermitage-Tournonais-Herbasse-Pays de Saint Félicien, Conseiller départemental de Tournon-sur-Rhône |